# Louis van Gelder
Louis van Gelder (* 5. Februar 1921 in Schaerbeek; † 21. Januar 2017) war ein belgischer Tischtennis-Nationalspieler und -funktionär. Er nahm in den 1950er Jahren an zwei Weltmeisterschaften teil.

## Werdegang
Louis van Gelder war der Sohn niederländischer Eltern, welche sich in Belgien angesiedelt hatten. Mit dem Tischtennissport begann er im Alter von 15 Jahren beim Ping Pong Club Brüssel. Im Mai 1940 floh die Familie vor den einrückenden deutschen Truppen nach Frankreich. Hier wurde sie in einem Lager für ausländische Arbeitnehmer festgehalten. Louis van Gelder entkam und wanderte zu Fuß über die Pyrenäen. In Spanien wurde er verhaftet und landete in einem Konzentrationslager, wo ihn nach acht Monaten das Rote Kreuz befreite. Über Gibraltar gelangte er nach England und schloss sich der Royal Air Force an. 1946 übersiedelte er in die Niederlande, im gleichen Jahr heiratete er die Tischtennisnationalspielerin Mavis (* 1925), mit der er zwei Söhne hatte. Zwei Jahre lang arbeitete er in den Niederlanden als Pilot, wonach das Ehepaar nach Brüssel übersiedelte.
Hier wurde Louis Mitglied im Pantheon Tischtennisverein in seinem Geburtsort Schaerbeek. Von 1954 bis 2001 war er Vorsitzender dieses Clubs. 1955 und 1959 nahm er an den Weltmeisterschaften teil, kam dabei jedoch nie in die Nähe von Medaillenrängen.
Von 1969 bis 1983 war er Präsident des Belgischen Tischtennisverbandes (FRBTT), auch im Weltverband ITTF übernahm er Funktionärsaufgaben. Zusammen mit seiner Ehefrau nahm er bis ins hohe Alter an Welt- und Europameisterschaften für Senioren teil. 2015 beendete er seine aktive Laufbahn.